# Kanton Digne-les-Bains-1
Der Kanton Digne-les-Bains-1 ist ein französischer Wahlkreis im Département Alpes-de-Haute-Provence in der Region Provence-Alpes-Côte d’Azur. Er umfasst einen Teil der Gemeinde Digne-les-Bains und sechs weitere Gemeinden aus dem Arrondissement Digne-les-Bains. Durch die landesweite Neuordnung der französischen Kantone wurde er 2015 neu geschaffen.

## Gemeinden
Der Kanton besteht aus sieben Gemeinden und Gemeindeteilen mit insgesamt 12.632 Einwohnern (Stand: 1. Januar 2022) auf einer Gesamtfläche von 269,89 km²:
| Gemeinde                 | Einwohner 1. Januar 2022 | Fläche km² | Dichte Einw./km² | Code INSEE | Postleitzahl |
| ------------------------ | ------------------------ | ---------- | ---------------- | ---------- | ------------ |
| Digne-les-Bains          | 10.927                   | 76,93      | 142              | 04070      | 04000        |
| Entrages                 | 100                      | 22,61      | 4                | 04074      | 04000        |
| Hautes-Duyes             | 50                       | 22,84      | 2                | 04177      | 04380        |
| La Robine-sur-Galabre    | 292                      | 45,91      | 6                | 04167      | 04000        |
| Le Castellard-Mélan      | 62                       | 25,74      | 2                | 04040      | 04380        |
| Marcoux                  | 460                      | 32,17      | 14               | 04113      | 04420        |
| Thoard                   | 741                      | 43,69      | 17               | 04217      | 04380        |
| Kanton Digne-les-Bains-1 | 12.632                   | 269,89     | 47               | 0404       | –            |

1. ↑   Nur der nordöstliche Teil der Gemeinde, der Rest gehört zum Kanton Digne-les-Bains-2.

## Politik
| Vertreter im Départementsrat | Vertreter im Départementsrat       | Vertreter im Départementsrat |
| Amtszeit                     | Namen                              | Partei                       |
| ---------------------------- | ---------------------------------- | ---------------------------- |
| 2015–2021                    | René Massette Geneviève Primiterra | PS                           |
| 2021–                        | René Massette Geneviève Primiterra | PS                           |